# تيري جونز (سياسي)
تيري جونز (بالإنجليزية: Terry David Jones)‏ (و. 1938 – 2014 م) هو سياسي، من كندا، ولد في تورونتو، توفي في كامبريدج، أونتاريو، عن عمر يناهز 76 عاماً.

## مناصب
تولى منصب عضو برلمان مقاطعة أونتاريو.